# Iota Orionis
Iota Orionis (ι Ori / ι Orionis) este cea mai strălucitoare stea din asterismul Sabia lui Orion. Ea se găsește în vârful sabiei. Tradițional, ea poartă și numele Hatsya, sau în arabă, Na’ir al Saif, care semnifică „strălucitoarea sabiei”.
Este un sistem cvadruplu dominat de o binară spectroscopică masivă care are o orbită excentrică (e = 0,764) parcursă în 29 de zile. Coliziunea vânturilor stelare ale acestei perechi de stele face din acest sistem o sursă importantă de raze X.